# 杉树堡乡
杉树堡乡，是中华人民共和国四川省凉山彝族自治州雷波县曾经下辖的一个乡。2020年6月，撤销杉树堡乡，原杉树堡乡所属行政区域划归锦城镇管辖。

## 行政区划
杉树堡乡撤销前下辖以下地区：
杉树村、五里村、庆丰村、盐店村和白沙埂村。